# Hammerschmiede (Mönchsroth)
Hammerschmiede war ein Gemeindeteil der Gemeinde Mönchsroth im Landkreis Ansbach (Mittelfranken, Bayern). Mittlerweile ist der Ort zu einer Wüstung geworden. Hammerschmiede lag in der Gemarkung Mönchsroth.

## Geographie
Die Einöde lag am rechten Rotach-Zufluss Katzenbach, der den unmittelbar westlich gelegenen Sägweiher speiste (früherer Name: Seegweyher). Im Norden lag das Flurgebiet Seegfeld, im Süden Am Seegfeld.

## Geschichte
Das Hochgericht und die Grundherrschaft über die Hammerschmiede hatte das oettingen-spielbergische Oberamt Mönchsroth. Die Mühle gehörte zur Realgemeinde Mönchsroth.
Infolge des Gemeindeedikts wurde Hammerschmiede dem 1809 gebildeten Steuerdistrikt und der im selben Jahr gebildeten Ruralgemeinde Mönchsroth zugeordnet. Sie war Haus Nr. 46 des Ortes Mönchsroth. Heute steht an ihrer Stelle ein Wohngebäude (Römerstraße 15).

## Einwohnerentwicklung
| Jahr        | 001900 | 001925 | 001950 | 001961 | 001970 | 001987 |
| Einwohner   | 12     | 10     | 8      | 2      | 6      | *      |
| Wohngebäude | 3      | 2      | 2      | 1      |        | *      |
| Quelle      | [ 7 ]  | [ 8 ]  | [ 9 ]  | [ 10 ] | [ 11 ] | [ 12 ] |

## Religion
Der Ort war evangelisch-lutherisch geprägt und nach St. Oswald und Ägidius (Mönchsroth) gepfarrt. Die Katholiken waren nach St. Margareta (Wilburgstetten) gepfarrt.